# Soriculus nigrescens
Soriculus nigrescens (Gray, 1842) è un toporagno della famiglia dei Soricidi, unica specie del genere Soriculus (Blyth, 1854), diffuso nell'Asia meridionale.

## Descrizione

### Dimensioni
Toporagno di piccole dimensioni, con la lunghezza della testa e del corpo tra 70 e 94 mm, la lunghezza della coda tra 32 e 48 mm, la lunghezza del piede tra 12,0 e 17 e un peso fino a 25,5 g.

### Caratteristiche craniche e dentarie
Il primo premolare è notevolmente ridotto. L'incisivo inferiore anteriore è proclivio e con una sola cuspide. Le punte dei denti sono castane scure. Sono presenti 4 denti unicuspidati su ogni semi-arcata.
Sono caratterizzati dalla seguente formula dentaria:

### Aspetto
Il corpo è snello. La pelliccia è corta, liscia, densa e soffice. Il colore generale del corpo varia dal bruno-nerastro al nerastro leggermente cosparso di peli rossastri e con dei riflessi argentati, mentre le parti ventrali sono nero-grigiastre. Il muso è lungo ed appuntito, gli occhi sono piccoli. Le orecchie sono nascoste nella pelliccia. Le zampe anteriori sono relativamente grandi con gli artigli robusti. Il dorso delle zampe e gli artigli sono chiari. La coda è lunga circa quanto la testa e il corpo, è sottile, scura sopra e più chiara sotto.

## Biologia

### Comportamento
Costruisce nidi con erba secca ed altre fibre, larghi 12–15 cm e situati solitamente sotto le rocce.

### Riproduzione
Danno alla luce da 3 a 9 piccoli alla volta, mediamente 6 in primavera e tra 4 e 5 in autunno. Sono presenti due stagioni riproduttive, la prima tra giugno e luglio, mentre la seconda tra agosto e settembre.

## Distribuzione e habitat
Questa specie è diffusa nell'Asia meridionale, dal Nepal allo stato indiano dell'Assam e nella Cina meridionale. Probabilmente è presente anche nel Myanmar settentrionale.
Vive nelle foreste miste di latifoglie e conifere, di conifere e rododendri e nelle zone alpine.

## Tassonomia
Sono state riconosciute 2 sottospecie:
- S.n.nigrescens: provincia cinese dello Xizang centro-meridionale; stati indiani del Sikkim, West Bengal, Assam ed Arunachal Pradesh, Nepal, Bhutan;
- S.n.minor (Dobson, 1890): province cinesi dello Yunnan e dello Xizang orientale. Probabilmente è presente anche nel Myanmar settentrionale.

## Conservazione
La IUCN Red List, considerato il vasto areale, la popolazione presumibilmente numerosa e la presenza in diverse aree protette, classifica S.nigrescens come specie a rischio minimo (Least Concern).